# Vaudry-Cembalo
Das Vaudry-Cembalo ist eines der bekanntesten erhaltenen spielbaren Cembali weltweit. Es wurde im Jahr 1681 von dem französischen Musikinstrumentenbauer Vaudry (der Vorname Jean-Antoine, obwohl oftmals in Verbindung mit diesem Instrument genannt, gehörte einem jüngeren Verwandten) in Paris erbaut und befindet sich heute im Besitz des Victoria and Albert Museums in London.

## Geschichte

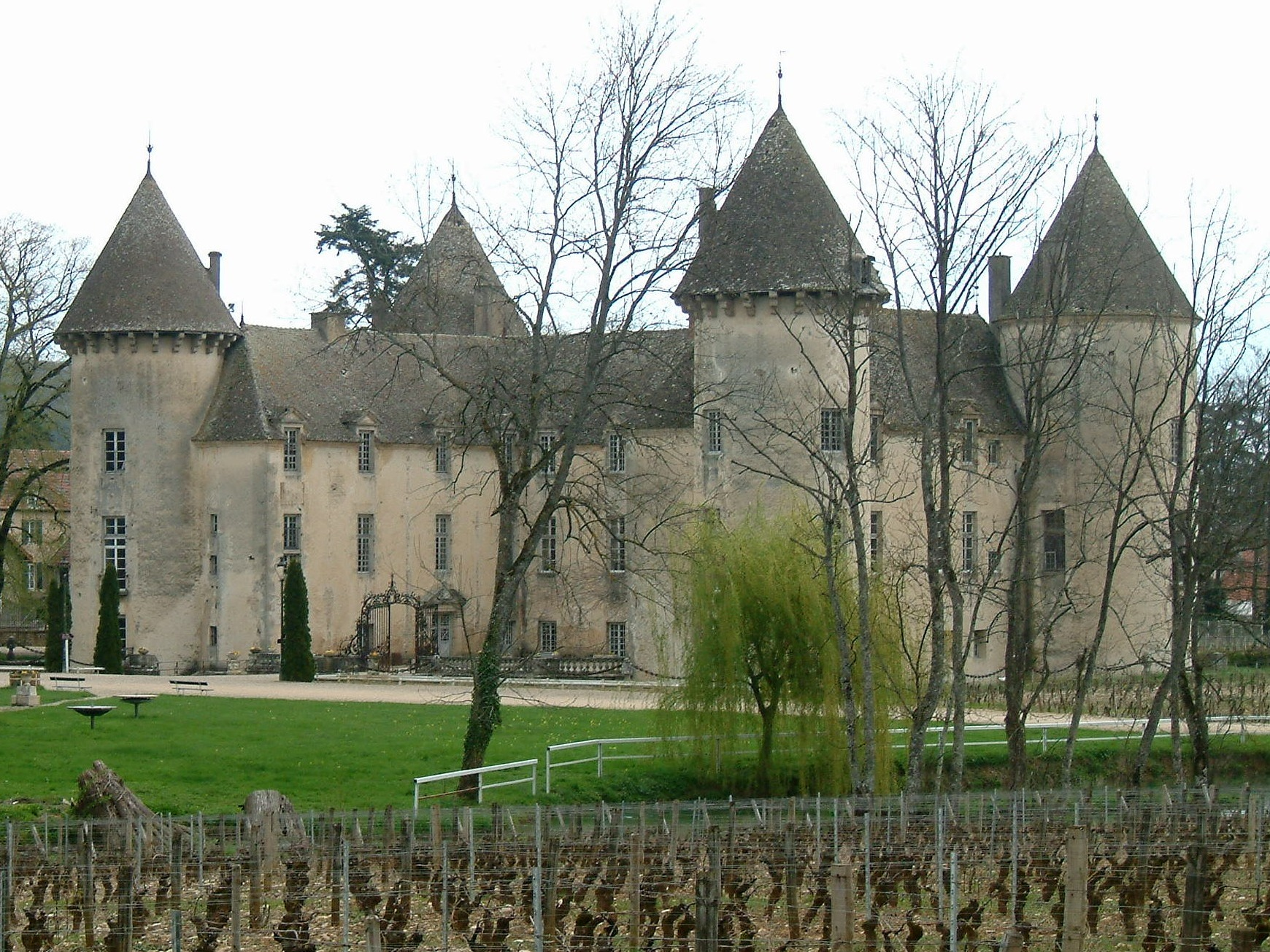
Im Schloss von Savigny-lès-Beaune in Frankreich stand Vaudrys Cembalo viele Jahre vergessen und unbenutzt

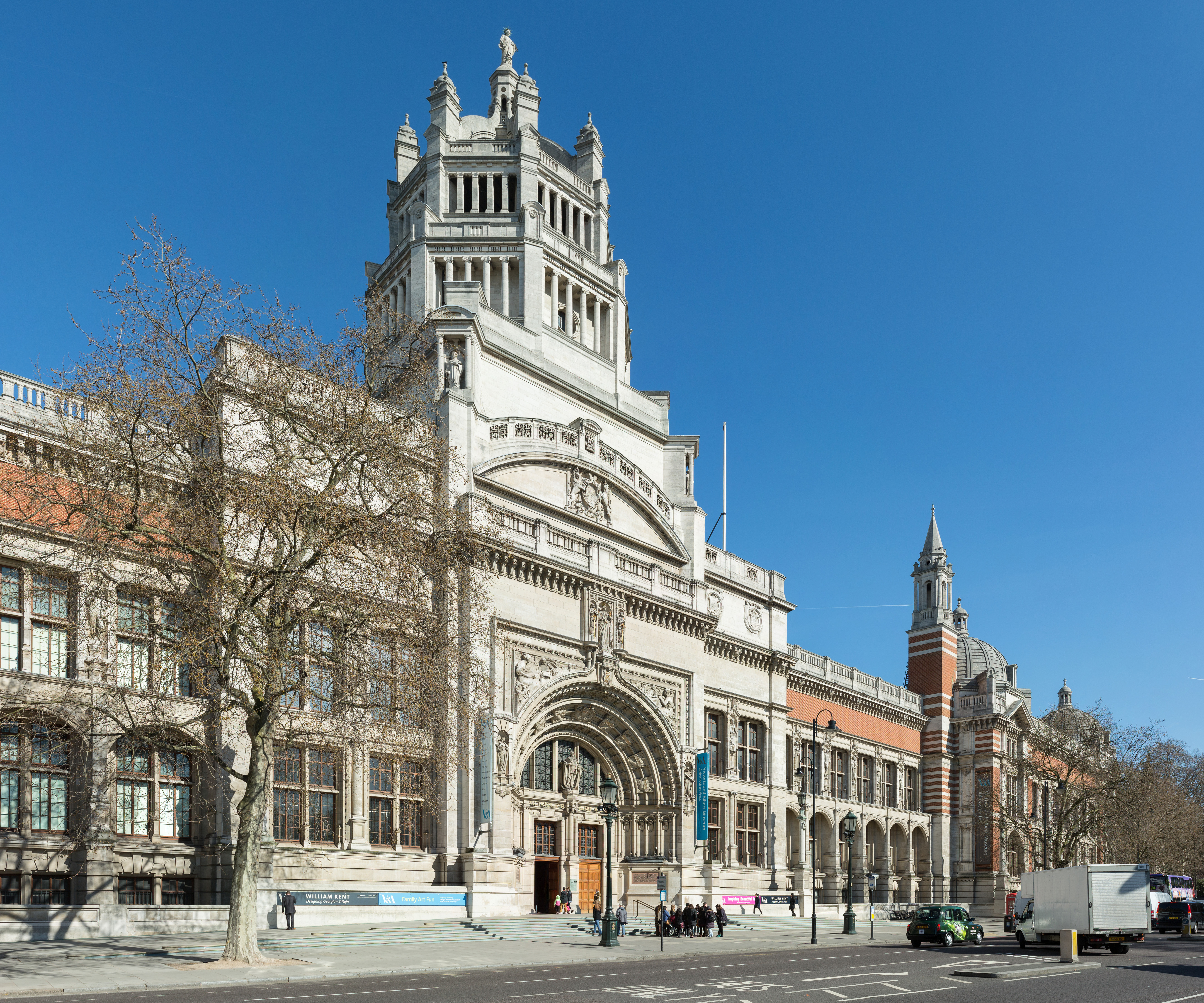
Das Victoria and Albert Museum in London, der heutige Standort des Vaudry-Cembalos

Das Herstellungsjahr und der Name seines Erbauers lassen sich dem Schriftzug Vaudry à Paris 1681 entnehmen, der auf der Dockenleiste des Cembalos angebracht ist. Ein vermutlicher jüngerer Verwandter, Jean Antoine Vaudry, der in Paris als „höfischer Instrumentenmacher“ tätig war, besaß dort eine Werkstatt. Über seine genauen Lebensdaten und den beruflichen Werdegang ist kaum etwas bekannt.
Das Instrument befand sich zunächst im Besitz Herzogin von Maine im Schloss Sceaux und stand später viele Generationen lang vergessen und unbenutzt im Schloss der französischen Gemeinde Savigny-lès-Beaune im Osten Frankreichs. Es ist deshalb in einem relativ guten Erhaltungszustand. Im Jahr 1974 wurde es vom Londoner Victoria and Albert Museum angekauft und in den Jahren 1974/1975 fachgerecht restauriert. Heute wird es wegen seiner wertvollen Dekoration in der Möbelabteilung im Untergeschoss des Museums ausgestellt.

## Beschreibung
Das 2,17 m lange Instrument steht auf sechs aus dunklem Nussbaumholz kunstvoll spiralenförmig gedrechselten Füßen. Außen ist es aufwendig mit Chinoiserie-Motiven in Gold-, Silber- und Bronzetönen dekoriert. Diese Form der Dekoration wurde erstmals in Frankreich bei einem Musikinstrument angewendet. Das ursprüngliche Aussehen der Innenseite wurde durch eine grobe Übermalung in Rot und Gold verändert und damit vermutlich der farblichen Gestaltung des Zimmers an seinem Standort im Schloss Savigny-lès-Beaune angepasst.
Das Vaudry-Cembalo wurde in der charakteristischen französischen Cembalobauweise des 17. Jahrhunderts erbaut, hat aber mit einem aufwändigen System schlanker Rippen auch Ähnlichkeit mit der Konstruktion von Lauten, was im Cembalobau sonst unüblich ist. Das Instrument hat zwei Manuale mit drei Saitenbezügen, ein 8′- und ein 4′-Register auf dem unteren Manual und ein 8′-Register auf dem oberen, mit einer originalen Manualkoppel. Auch die originalen Springer sind noch vorhanden.
Bei der Restaurierung durch die englischen Instrumentenbauer und Restauratoren Derek Adlam und Richard Burnett wurde das Cembalo wieder spielbar gemacht. Das Instrument wurde nach den Materialien und Stärken einiger noch vorhandenen Originalsaiten mit einem Bezug aus Messing und Eisen versehen. Das Cembalo erhielt wieder seinen ursprünglichen Klaviaturumfang von G'/H' bis c'''. Der Stimmton ist der altfranzösische ton de chapelle von a1=392 Hz.

## Bedeutung
Wegen seines weitgehend unverfälschten Erhaltungszustands diente das Vaudry-Cembalo als Vorbild für zahlreiche moderne Nachbauten von Cembali des frühen französischen Typs. 
Obwohl es seit der Restaurierung Mitte der 1970er-Jahre wieder spielbar ist, wird das Instrument nicht für Konzerte genutzt. Es existieren bisher nur drei Tondokumente, auf denen das Original-Instrument zu hören ist. Das jüngste ist eine im Jahr 2008 veröffentlichte CD mit Cembalo-Suiten des französischen Komponisten Louis Couperin, die im Januar 2006 an vier Abenden in der Gallery 1c des Museums von dem niederländischen Cembalisten Bob van Asperen eingespielt wurden.